# Ygrande
Ygrande – miejscowość i gmina we Francji, w regionie Owernia-Rodan-Alpy, w departamencie Allier.

## Demografia
Według danych na rok 1990 gminę zamieszkiwało 827 osób, a gęstość zaludnienia wynosiła 16 osób/km². W styczniu 2015 r. Ygrande zamieszkiwało 791 osób, przy gęstości zaludnienia wynoszącej 15,3 osób/km².